# Молодіжна збірна Боснії і Герцеговини з хокею із шайбою
Молодіжна збірна Боснії і Герцеговини з хокею із шайбою — національна молодіжна команда, складена з гравців віком не більше 20 років, що представляє Боснію і Герцеговину на міжнародних змаганнях з хокею.

## Історія
Молодіжна збірна Боснії і Герцеговини дебютувала на чемпіонаті світу серед молодіжних команд 2022 року разом із юніорською та жіночою збірної Боснії та Герцеговини, і здобула підвищення в класі у 2024 році.
За підсумками чемпіонату 2025 року боснійці посіли найвище 39 місце (5 в групі).

## Результати на чемпіонатах світу
- 2022 – 6-е місце (Дивізіон ІІІ)
- 2023 – 7-е місце (Дивізіон ІІІ)
- 2024 – 1-е місце (Дивізіон ІІІ В)
- 2025 – 5-е місце (Дивізіон ІІІ А)